# Марија Комнин (сестра цара Алексија I)
Марија Комнина је била византијска властелинка, сестра цара Алексија I Комнина.
Марија је била једна од три ћерке Јована Комнина и Ане Даласине. Тачна година њеног рођења није позната, али се претпоставља да је рођена између 1044. и 1049. Њено име се помиње у хроници Нићифора Вријенија, који извештава да су Марија, Евдокија и Теодора биле три ћерке Јована и Ане, што сугерише да је Марија била најстарија ћерка пара. Међутим, из извора није јасно да ли је Марија друго или треће дете пара, који је имао још пет синова. Још пре очеве смрти 1067. године, Марија је била удата за Михаила Таронита, сина Григорија Таронита После његовог ступања на престо 1081. године, цар Алексије I Комнин је почастио Маријиног мужа титулама протосеваста и протовестијара, а убрзо потом почастио га је титулом паниперсеваст и са правом да седи у присуству цара. У својој "Алексијади", Ана Комнин извештава да је Михаило касније прогнан и да му је имовина конфискована јер је ухваћен у завери Нићифора Диогена против цара 1094. године.
Марија Комнена је завршила свој живот као монахиња, узевши у монаштву име Ана.
У споменику сродника царице Ирине, постављеном у литургијском типику манастира Христа Човекољубца, 18. август је назначен као датум када се одаје почаст Кири Марији, царевој сестри. У некрологу манастира Пантократора Марија се помиње са титулом Паниперсеваста међу покојним теткама цара Јована II Комнина. Међутим, година њене смрти остаје непозната али се претпоставља да је умрла пре октобра 1136. године.
Познато је пет оловних печата који су припадали Марији Комнини – три од њих, пореклом из Цариграда, чувају се у збирци Георгија Закоса, један је откривен у околини Пловдива и чува се у Пловдивском Археолошком музеју, а пети је откривен током археолошка истраживања на подручју храма Свете Софије у Кијеву.